# 塔原幸貞
塔原 幸貞（とうのはら ゆきさだ）は、戦国時代から安土桃山時代初期にかけての信濃国の国人領主。塔原氏当主で、武田氏の家臣だったが、武田氏滅亡後に小笠原貞慶によって謀殺された。

## 概要
塔原氏は、鎌倉時代に海野氏より分かれて、信濃国筑摩郡塔原（長野県安曇野市）を拠点と武家である。代々塔原城を本拠地として活動した。
永禄10年（1567年）、武田家臣団が武田信玄に対し忠誠を誓う起請文を、生島足島神社に納付する際、単独で「海野三河守幸貞」として、また三河守被官として桑原・塔原氏らが連署を跡部勝資に提出している。
幸貞は、武田信玄の家臣として永禄12年（1569年）から元亀年間頃には20騎を率いる信濃先方衆であった。
天正10年（1582年）3月11日、甲州征伐によって武田勝頼が滅亡し、間もなくして織田信長も本能寺の変に斃れると、中小国人が割拠する状態となった信濃国を巡って天正壬午の乱が勃発した。同年の11月頃には、信濃府中に帰還した小笠原氏の手によって会田氏が滅ぼされる。この頃、幸貞は小笠原貞慶に従属し、日岐氏攻めに従軍している。
翌天正11年（1583年）2月13日、塔原幸貞は小笠原貞慶の居城である深志城に誘き出され、仁科氏庶流であった古厩盛勝らと共に城内で殺害された。

## 暗殺の理由
暗殺の理由は、小笠原貞慶に対して謀反を抱いたからであるという。貞慶による塔原幸貞をはじめとした筑摩郡国衆の粛清は、貞慶の怨恨によるものであるとも、安筑両郡の統治を円滑なものとするためであるともいわれる。
また、周辺の従属国衆に対する見せしめ・牽制的意味合いもあるように考えられる。